# Cardedeu
Cardedeu es una localidad que pertenece a la comarca del Vallés Oriental, en la provincia de Barcelona (España). Se encuentra a una distancia de 37 km de Barcelona y a 7 km de Granollers, capital de la comarca. Según los datos del Instituto de Estadística de Cataluña, en 2023 contaba con 19023 habitantes y con una extensión de 12,89 km², lo que daba una densidad de población de 1337,55 hab/km². Cardedeu cuenta con un tejido industrial formado por pequeñas y medianas empresas. Además de la industria, otras actividades económicas para el municipio son los viveros de plantas de jardín y los cereales.

## Geografía

Localización de Cardedeu en la comarca del Vallés oriental.

La ciudad se encuentra en plena depresión prelitoral catalana, entre la cordillera Litoral y el macizo del Montseny. El término municipal está atravesado por el arroyo de Vallforners, conocido popularmente como arroyo de Cànoves, afluente del río Mogent, que a su vez lo es del Besós. El punto más elevado del municipio, de 310 metros sobre el nivel del mar, se encuentra cerca de la ermita de San Hilario, en el noroeste del término municipal. El punto de menor altitud, de 155 metros, se encuentra en el valle del río Mogent, al sur del municipio. La altitud media de la población es de 198 m. El término municipal tiene una extensión de 12,89 km², la longitud máxima de norte a sur es de 6,3 km, y de este a oeste de 3,7 km.
La localidad limita al norte con los municipios de Cánoves y con San Pedro de Vilamajor en el lugar conocido como la Pedra foradada; al este limita con San Antonio de Vilamajor a través de la barriada de Sant Julià d'Alfou; al sureste con Llinás del Vallés; al sur con La Roca del Vallés, con las barriadas de Santa Agnès de Malanyanes, Bell-lloc y Vilalba; y al oeste con Las Franquesas del Vallés a través de las barriadas de Marata y Corró d’Amunt.

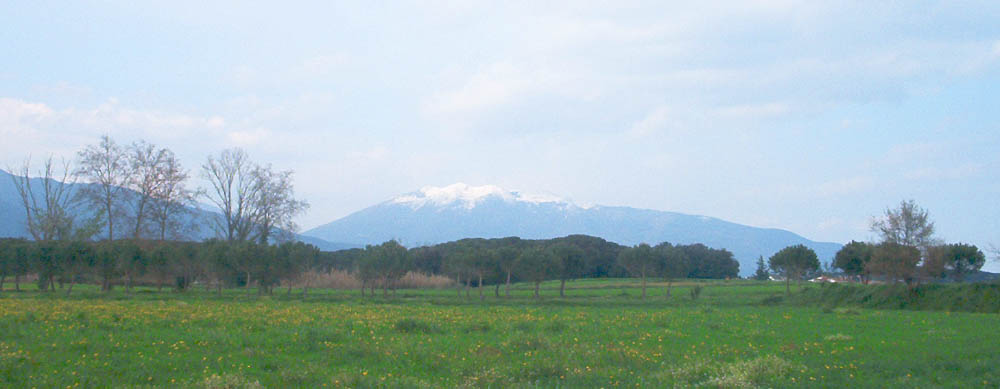
Vista del Montseny desde Cardedeu.

Cardedeu dista 9 y 38 km de Granollers y Barcelona respectivamente. Las principales vías de comunicación que enlazan con el municipio son: la autopista AP-7 (salida 12 de Cardedeu - La Roca), la carretera comarcal C-251 que atraviesa el núcleo urbano, la C-35 (variante de Cardedeu y Llinás del Vallés) y las carreteras locales a Cánoves, Dosrius y La Roca del Vallés. La población cuenta con ferrocarril, siendo vía de paso para los convoyes de Barcelona - Portbou y disponiendo de servicio de Cercanías, llegando la línea R-2 con origen en Barcelona. 
El paisaje aún conserva los rasgos característicos de la plana vallesana pese a estar muy urbanizado. Al este, la zona conocida como el Rial, está dominada por los cultivos de cereales y las explotaciones ganaderas; al oeste, donde el terreno es más elevado y de naturaleza arcillosa, el paisaje está dominado por valles suaves y pequeñas colinas, conformando un mosaico de campos y bosque mediterráneo; al sur, donde predomina el paisaje densamente urbanizado, se encuentra el polígono industrial Sur, el parque de la Serreta, el valle del río Mogent y la autopista AP-7.

## Clima

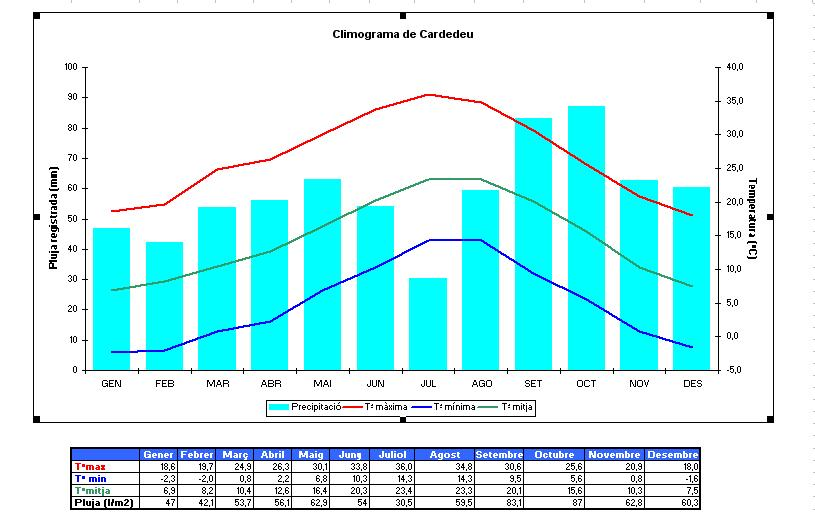
Climograma de Cardedeu.

| 1953-2003               | ene  | feb  | mar  | abr  | may  | jun  | jul  | ago  | sep  | oct  | nov  | dic  | Total |
| ----------------------- | ---- | ---- | ---- | ---- | ---- | ---- | ---- | ---- | ---- | ---- | ---- | ---- | ----- |
| Temperatura máxima (°C) | 18,6 | 19,7 | 24,9 | 26,3 | 30,1 | 33,8 | 36,0 | 34,8 | 30,6 | 25,6 | 20,9 | 18,0 | 26,6  |
| Temperatura mínima (°C) | -2,3 | -2,0 | 0,8  | 2,2  | 6,8  | 10,3 | 14,3 | 14,3 | 9,5  | 5,6  | 0,8  | -1,6 | 4,9   |
| Temperatura media (°C)  | 6,9  | 8,2  | 10,4 | 12,6 | 16,4 | 20,3 | 23,4 | 23,3 | 20,1 | 15,6 | 10,3 | 7,5  | 14,6  |
| Precipitaciones (mm)    | 47   | 42,1 | 53,7 | 56,1 | 62,9 | 54   | 30,5 | 59,5 | 83,1 | 87   | 62,8 | 60,3 | 699   |

## Demografía
Cardedeu cuenta con una población de 19 064 habitantes (INE 2024).
| Gráfica de evolución demográfica de Cardedeu entre 1842 y 2021 |
| |
| Población de derecho según los censos de población del INE. Población de hecho según los censos de población del INE.En este censo se denominaba Cardedeu y Sanata: 1842. |

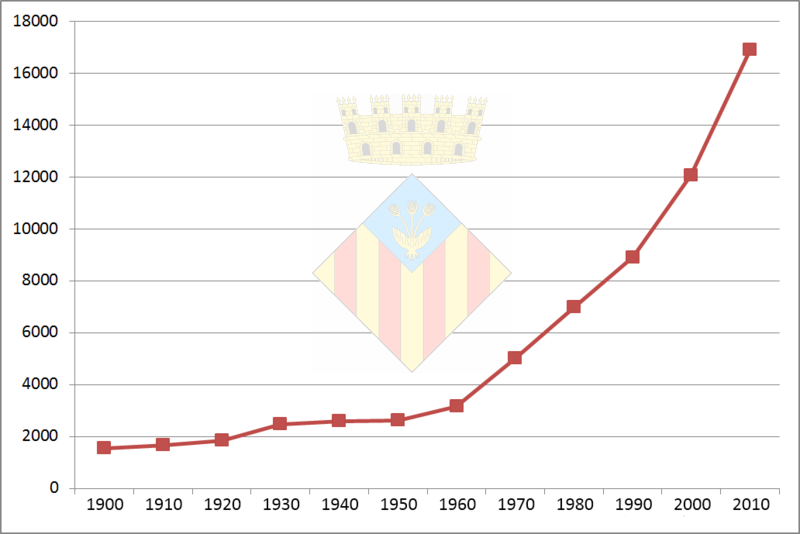
Evolución de la población de Cardedeu desde 1900.

La población de Cardedeu creció enormemente desde la década de 1960, hasta llegar a quintuplicar la población. La mejora de las infraestructuras y las comunicaciones con Barcelona permitió que mucha gente que trabajaba en la capital situase su residencia en Cardedeu.

## Origen del topónimo
El origen del nombre de Cardedeu es confuso y se han barajado diversas posibilidades. La más aceptada es la de Francesc de Borja Moll, quien propone que el topónimo de Cardedeu proviene de Car (quer) de Deu, que significaría "peña de fuente". Otra posibilidad que ha sido rechazada es la propuesta por Balari Jovany, quien afirmó que el nombre derivaría de quercitulum (encinar pequeño). Sin embargo la confusión del origen ha perdurado incluso en el escudo municipal que tiene tres cardos (card en catalán) dorados, dando lugar a equívocos sobre el origen del nombre de la población.
Origen más antigua hay tres nombres cambios, mientras palabra Card es cardo y de Deu es de Dios más tarde es por Cardedol y posteriormente Cardedeu....

## Historia
Cardedeu es una villa de origen medieval, remontándose la primera referencia escrita que se conoce al año 941, cuando aparece el nombre de Carotitulo. La parroquia de Santa María o posible parroquia Santa Mónica está documentada desde el año 1012, perteneciendo a la jurisdicción real del castillo de Vilamajor, junto a las parroquias de Santa Susana, San Pedro de Vilamajor y Sant Julià del Fou, mientras que el Mas Sant Hilari está documentado desde 1127. En aquella época la población no residía en un centro urbano sino diseminada en masías y aldeas rurales. 
En 1264, encontrándose de paso el rey Jaime I de Aragón en territorio de Cardedeu camino de Perpiñán, concedió a la población el derecho de resolver las causas criminales y los pleitos civiles, pero no los casos de homicidio y apelaciones, ante el alcalde de Vilamajor, en lugar del de Barcelona. En Gerona, el 12 de mayo de 1272, el rey firmó la Carta puebla de la villa, concediendo el derecho de construir una muralla, la celebración de un mercado los lunes y una feria la fiesta de la Santa Cruz en septiembre, además de eximir del pago de algunos impuestos a los habitantes de la villa. Se dispuso también que el Camino Real pasase por la villa, siendo las familias Montells y Lledó las encargadas de hacer cumplir estas disposiciones. En 1279 el rey Pedro III de Aragón pasó dos días en la población, tiempo durante el cual cambió el día de celebración del mercado de lunes a martes.
Alfonso IV de Aragón cedió la alcaldía de Vilamajor a Berenguer de Sentmenat en 1328, como premio por sus servicios a la corona. Tras varios años de malestares y protestas, en 1345, las cuatro parroquias de Vilamajor se rebelaron y asesinaron a Jaufred de Sentmenat en la masía de Can Terrades del Rieral. Tras este incidente las cuatro parroquias que conformaban Vilamajor volvieron a manos reales. En 1381, el infante Juan vendió la alcaldía, formada por las parroquias de Vilamajor, Cardedeu, el Fou y Santa Susanna a Bernardo IV de Cabrera a perpetuidad para saldar las deudas de la corona. Tres años después, los habitantes de Vilamajor y los consejeros de Barcelona consiguieron que las parroquias fueran nombradas carrer i braç de la Ciutat de Barcelona, por lo que obtenían los privilegios y deberes de dicha ciudad y de esta forma Vilamajor volvía a formar parte del patrimonio real.
Se tiene constancia que en 1470 había en Cardedeu, 51 fuegos y dos capellanes, lo que representa unos 205 o 257 habitantes.

### Edad Moderna

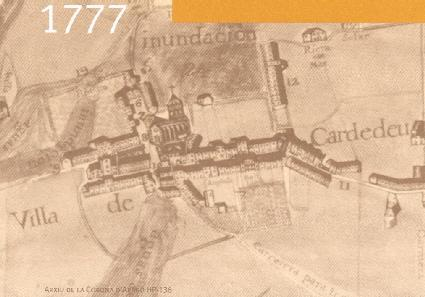
Plano de Cardedeu en 1777.

En 1599 el rey Felipe III de España concedió la separación de la universidad de Cardedeu de la de Vilamajor. A partir de este momento ambas villas tuvieron alcaldes propios y constituían municipios distintos.
Durante este periodo cabe destacar los efectos desastrosos del terremoto del 25 de mayo de 1448, con epicentro entre Cardedeu y Llinars, y que provocó más de un centenar de víctimas, la destrucción del campanario y diversas casas. Otro hecho destacable es el incendio de la villa por parte de las tropas castellanas a causa de la sublevación catalana de 1640. Otros hechos calamitosos fueron las inundaciones de 1776 y 1777. Pese a todos estos acontecimientos negativos la villa, situada en un punto estratégico para la comunicación de Barcelona, Gerona y Francia, creció lentamente y alcanzó en 1787 los 1085 habitantes según el censo de Floridablanca.

### Cardedeu desde elsigloXIX

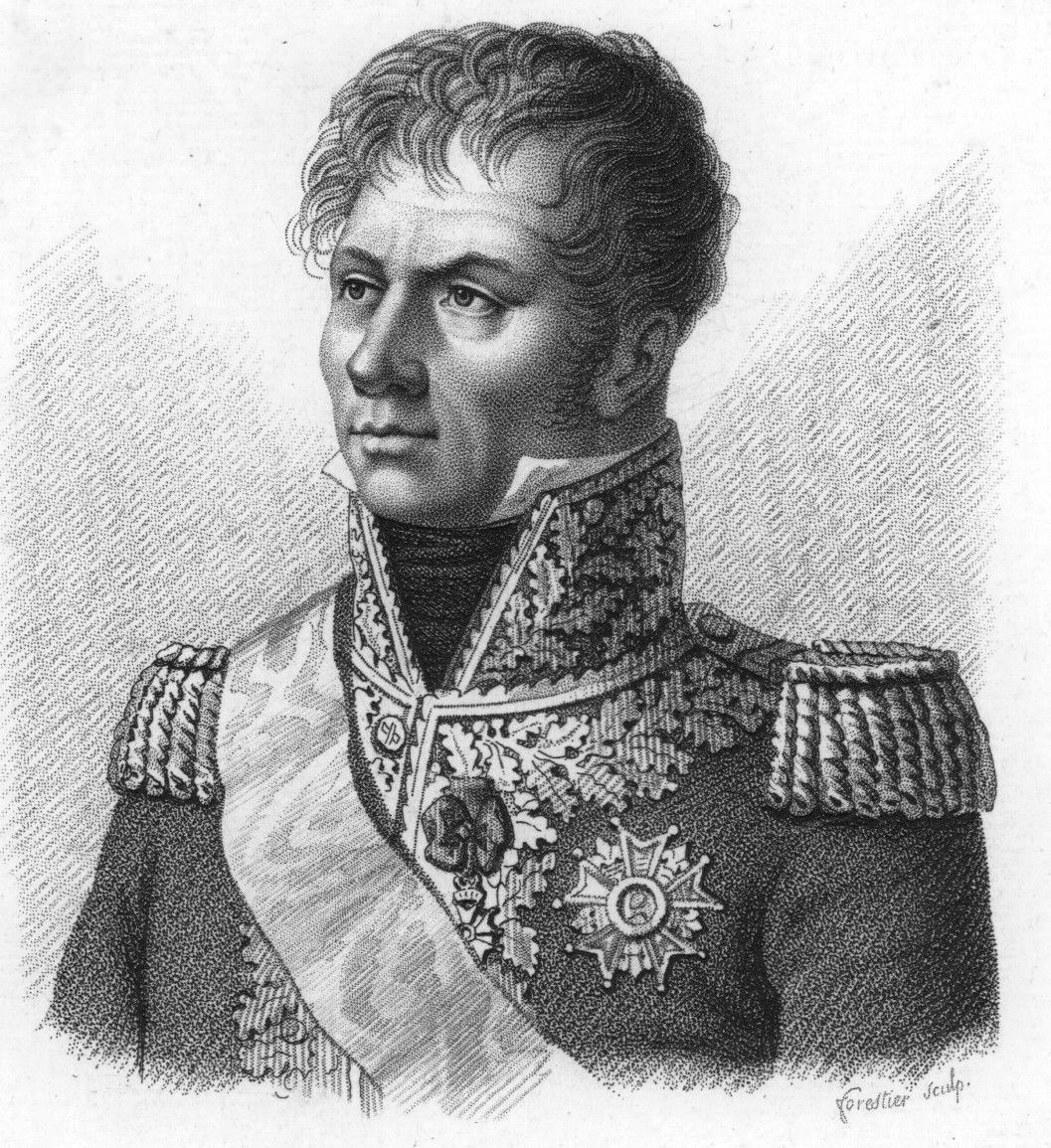
El general Laurent Gouvion-St-Cyr ganó la batalla celebrada entre Cardedeu y Llinars.

En el siglo XIX la villa sufrió las consecuencias de la Guerra de la Independencia Española, cuando varias masías fueron quemadas, como Can Bas o Can Font de la Perera. El 16 de diciembre de 1808 se celebró una batalla entre las tropas españolas, mandados por el general Vives, y las francesas, mandadas por el general Laurent Gouvion-Saint-Cyr, en el torrente del Fou, entre Cardedeu y Llinars del Vallés. La batalla acabó con la victoria de las tropas francesas. Las tropas napoleónicas entraron en Cardedeu sin oposición y alcanzaron Barcelona, donde rompieron el cerco al que estaba sometida la ciudad y lograron liberar a las guarniciones francesas bloqueadas. El francés Jean Charles Langlois hizo un grabado conmemorativo de esta batalla llamado La bataille de Cardedeu, que se puede contemplar en el Museo del Louvre de París.
En 1860 llegó el ferrocarril y en 1864 la carretera de Caldas de Montbui a San Celoní. Gracias a estas mejoras en las comunicaciones el municipio experimento un ligero crecimiento demográfico y empezó a modernizarse. Sin embargo la villa sufrió nuevamente los efectos de la guerra, en esta ocasión de la Tercera Guerra Carlista. En 1873 la villa fue asaltada varias veces por las tropas carlistas. Así el 28 de mayo fue incendiado el archivo municipal y el 6 de noviembre, el ayuntamiento, la iglesia y la estación, fecha en la que unos cuarenta liberales que se refugiaron en el campanario de la iglesia, fueron fusilados tras haberse rendido después de haber recibido promesas de respetarles la vida.
Tras el final de las Guerras Carlistas, Cardedeu empezó a ganar importancia como lugar de veraneo, construyéndose las primeras villas para vacaciones en 1880. Las villas fueron construidas por arquitectos como Eduardo Balcells, Ramon Puig i Giralt, Josep Ros i Vila o Manel Raspall, quines dejaron un valioso legado arquitectónico que aún se conserva. Algunas figuras importantes eligieron la población como lugar de vacaciones, como los senadores Josep Vilaseca i Moragues y Josep Daurella i Rull, los alcaldes de Barcelona, Marià Borrell y Joan Amat i Sormani, o el diputado de las Cortes catalanas por la Lliga Regionalista Joan Lligé i Pagès, además de diferentes empresarios, banqueros, etc.
El 18 de agosto de 1907 se celebraron los Juegos Florales de Cardedeu con la lectura del discurso inaugural por parte de Josep Carner. El escritor Santiago Rusiñol visitó la población en diversas ocasiones para disfrutar de representaciones de teatro de aficionados locales en el Gran Casino del Vallès.
En 1930 y 1931 se celebraron el I y II concurso de aviación en la ciudad, y los años 1932 y 1933, las primeras reuniones para el baile de sardanas.
El 29 de enero de 1939, finalizando la guerra civil española, entraron en la población las tropas franquistas del general Franco.
En 1953 se inauguró en la población el segundo Seminario Dominicano del territorio español, y en 1981 empezaron las primeras emisiones de la televisión local Radio Televisión Cardedeu, la primera de ámbito local de todo el país.

## Administración
| Periodo   | Nombre                                                                   | Partido |
| --------- | ------------------------------------------------------------------------ | ------- |
| 1979-1983 | Ramon Comas i Duran                                                      | CiU     |
| 1983-1987 | Ramon Comas i Duran                                                      | CiU     |
| 1987-1991 | Ramon Comas i Duran                                                      | CiU     |
| 1991-1995 | Ramon Comas i Duran                                                      | CiU     |
| 1995-1999 | Cristina Viader i Anfons                                                 | PSC     |
| 1999-2003 | Cristina Viader i Anfons                                                 | PSC     |
| 2003-2007 | Joaquim Om i Tubau (2003-2005) Montserrat Cots i Àlvarez (2005-2007)     | ERC PSC |
| 2007-2011 | Joan Masferrer i Sala (2007-2008) Calamanda Vila Borralleras (2008-2011) | ERC CiU |
| 2011-2015 | Calamanda Vila Borralleras                                               | CiU     |
| 2015-2019 | Enric Olivé Manté                                                        | ERC     |
| 2019-2023 | Enric Olivé Manté                                                        | ERC     |
| 2023-act. | Josep Quesada Tornero                                                    | PSC     |

## Patrimonio

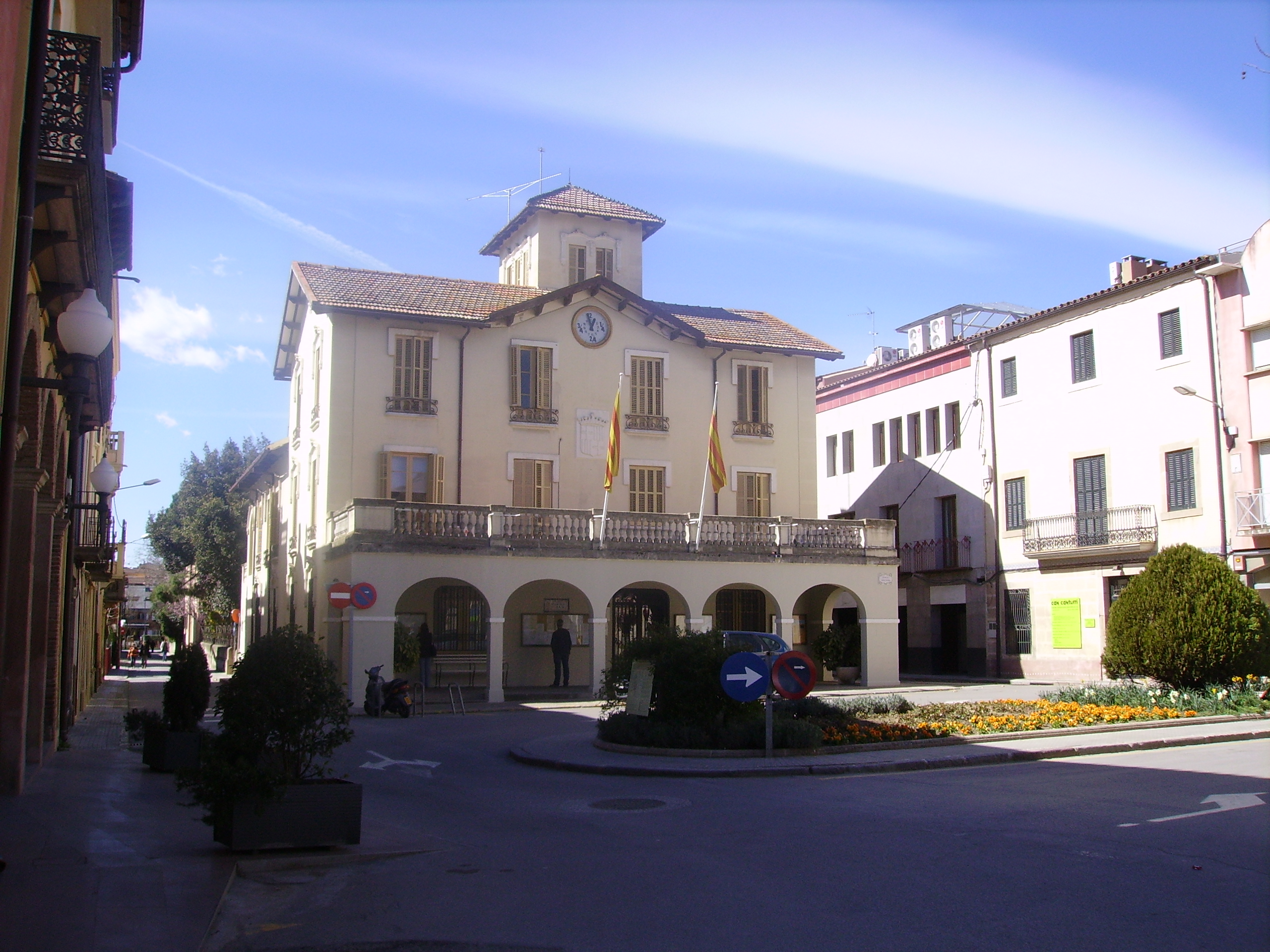
Vista parcial de la plaza de Sant Joan y del ayuntamiento de Cardedeu.

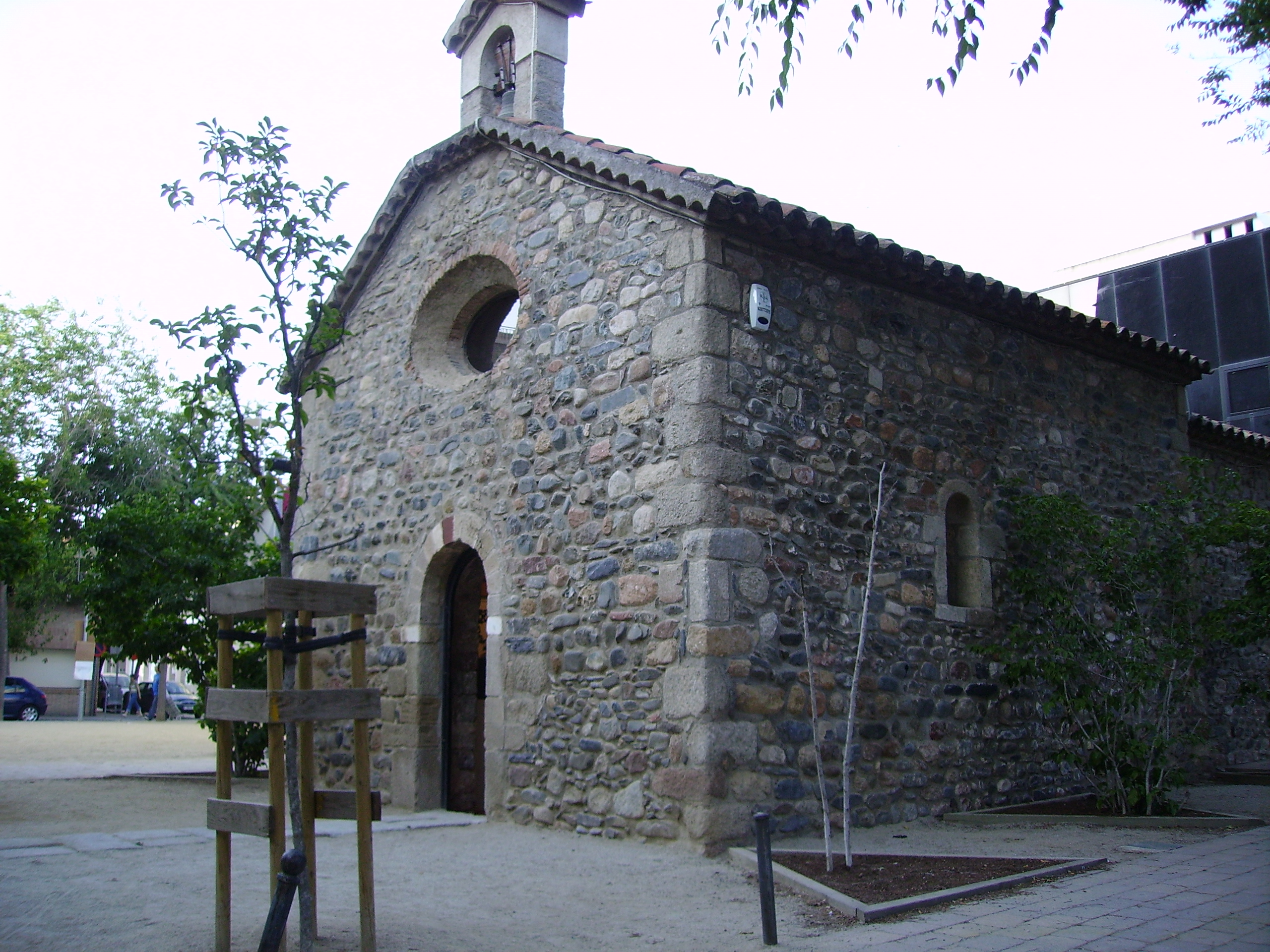
Capilla románica de Sant Corneli.

Algunos monumentos y lugares de interés son: La Creu del Terme del año 1679, la iglesia de Cardedeu (siglo IX), la capilla románica de Sant Corneli, la Torre Lligé, actualmente sede del ayuntamiento, el cementerio, que cuenta con muestras de arte modernista, el museo-archivo Tomàs-Balvey, la Casa Balvey, la Torre Granés Espinach (1891) y el Teatro Esbarjo.
Destaca sin embargo el dolmen megalítico de Pins Rosers que se encontraba en el antiguo llano de Pins Rosers o llano Marsell, al lado del antiguo Camino Real. Ahora forma parte de la decoración de los jardines de una empresa. El monumento forma un círculo irregular y en su interior se encuentra el dolmen central. Está formado por nueve monolitos que inicialmente estaban verticales. En el Costumari Català de Joan Amades se puede leer una leyenda relativa al origen de este monumento, en la que se cuenta que las piedras provienen de un antiguo hostal, donde cada noche se asesinaba a los clientes con una guillotina. Un joven y la criada del local lograron escapar con vida y contar a los guardias lo que sucedía, tras lo que el edificio fue derruido.

## Otros datos de interés
En el terreno gastronómico destacan los borregos, un dulce autóctono que data del siglo XVIII. Tradicionalmente se elaboran a partir de harina, azúcar, mantequilla, anís y matalahúga y se tuestan hasta adquirir su característica textura fuerte.
En el plano deportivo destaca su equipo de balonmano, que militó durante varios años en categorías nacionales y donde se formó Jaume Fort, capitán durante varios años de la selección nacional de este deporte.